# Kobylnice, Kutná Hora
Kobylnice là một làng thuộc huyện Kutná Hora, vùng Středočeský, Cộng hòa Séc.